# Баллінскеллігс
Баллінскеллігс — це невелике село на південному заході Ірландії, розташоване в графстві Керрі на березі Атлантичного океану. Назва села походить від ірландської мови «Baile na Scealg», що означає «місто історій».
Баллінскеллігс був колискою ірландської монастирської культури в IX—X століттях, коли монастир на острові Скелліг-Майкелл був центром релігійного та культурного життя. Монастир був заснований монахами-еремітами, які відокремилися від розгалуження англо-саксонської церкви. Це було місце вивчення священних та інших знань, а також місце паломництва. Монастир був знищений в XIII столітті норвезькими піратами.
Сьогодні Баллінскеллігс є тихим курортом та рибальським портом. Село приваблює туристів своїми красивими пейзажами, в тому числі піщаними пляжами, величними скелями та гірськими пейзажами, а також історичними пам'ятками, такими як руїни монастиря на острові Скелліг-Майкелл. У селі є також кілька готелів та ресторанів, які пропонують страви з морепродуктів та інші місцеві страви.